# Tudor Pro Cycling Team
Il Tudor Pro Cycling Team, noto in passato come Swiss Racing Academy, è una squadra svizzera di ciclismo su strada maschile con licenza ProTeam, attiva a livello UCI dal 2019.
La squadra ha sede a Schenkon, nel Canton Lucerna, e a partire dal maggio 2022 è sponsorizzata dall'azienda di orologi Tudor. Nell'aprile 2022, l'ex ciclista svizzero Fabian Cancellara aveva infatti annunciato l'acquisizione del team, supportato dal nuovo sponsor Tudor, con l'intenzione di farlo correre con licenza ProTeam nel 2023.

## Cronistoria

### Annuario
| Anno | Codice  | Nome                                                                            | Cat. | Biciclette | Dirigenza |
| ---- | ------- | ------------------------------------------------------------------------------- | ---- | ---------- | --- |
| 2019 | SRA     | Swiss Racing Academy                                                            | CT   | BMC        | Manager: Pirmin Lang Dir. sportivi: Marcello Albasini, Guillaume Bonnafond, Martin Kohler |
| 2020 | SRA     | Swiss Racing Academy                                                            | CT   | BMC        | Manager: Thibault Hofer Dir. sportivi: Sylvain Blanquefort, Jure Gašperin, Thomas Minette |
| 2021 | SRA     | Swiss Racing Academy                                                            | CT   | BMC        | Manager: Thibault Hofer Dir. sportivi: Sylvain Blanquefort, Guillaume Bonnafond, Jure Gašperin |
| 2022 | SRA TUD | Swiss Racing Academy (fino al 14 maggio) Tudor Pro Cycling Team (dal 15 maggio) | CT   | BMC        | Manager: Thibault Hofer Dir. sportivi: Sylvain Blanquefort, Clément Ceyret, Guillaume Bonnafond |
| 2023 | TUD     | Tudor Pro Cycling Team                                                          | PRT  | BMC        | Manager: Raphael Meyer Dir. sportivi: Ricardo Scheidecker, Sylvain Blanquefort, Claudio Cozzi, Sebastian Deckert, Morgan Lamoisson, Marcel Sieberg, Boris Zimine                                                        |
| 2024 | TUD     | Tudor Pro Cycling Team                                                          | PRT  | BMC        | Manager: Raphael Meyer Dir. sportivi: Ricardo Scheidecker, Sylvain Blanquefort, Claudio Cozzi, Sebastian Deckert, Morgan Lamoisson, Bart Leysen, Marcel Sieberg, Matteo Tosatto, Boris Zimine                           |
| 2025 | TUD     | Tudor Pro Cycling Team                                                          | PRT  | BMC        | Manager: Raphael Meyer Dir. sportivi: Ricardo Scheidecker, Sylvain Blanquefort, Claudio Cozzi, Sebastian Deckert, Daniel Hirs, Morgan Lamoisson, Bart Leysen, Bruno Pires, Marcel Sieberg, Matteo Tosatto, Boris Zimine |

### Classifiche UCI
| Anno | Classifica | Pos. | Migliore cl. individuale |
| ---- | ---------- | ---- | ------------------------ |
| 2019 | World Tour | 72º  | Stefan Bissegger (204º)  |
| 2020 | World Tour | 93º  | Alex Vogel (839º)        |
| 2021 | World Tour | 94º  | Alex Vogel (798º)        |
| 2022 | World Tour | 45º  | Robin Froidevaux (429º)  |
| 2023 | World Tour | 25º  | Arvid de Kleijn (132º)   |
| 2024 | World Tour | 22º  | Matteo Trentin (81º)     |

## Palmarès
Aggiornato al 5 luglio 2025.

### Grandi Giri
- Giro d'Italia

Partecipazioni: 2 (2024, 2025)
Vittorie di tappa: 0
Vittorie finali: 0
Altre classifiche: 0
- Tour de France

Partecipazioni: 1 (2025) 
Vittorie di tappa: 0
Vittorie finali: 0
Altre classifiche: 0
- Vuelta a España

Partecipazioni: 0
Vittorie di tappa: 0
Vittorie finali: 0
Altre classifiche: 0

### Campionati nazionali
- Campionati cechi: 1

In linea Under-23: 2022 (Petr Kelemen)
- Campionati lituani: 2

In linea: 2025 (Aivaras Mikutis)
Cronometro: 2025 (Aivaras Mikutis)
- Campionati lussemburghesi: 2

In linea: 2025 (Arthur Kluckers)
Cronometro: 2024 (Arthur Kluckers)
- Campionati svedesi: 1

In linea: 2024 (Jacob Eriksson)
- Campionati svizzeri: 5

In linea: 2022 (Robin Froidevaux)
In linea Under-23: 2019 (Mauro Schmid); 2022 (Nils Brun)
Cronometro Under-23: 2019 (Stefan Bissegger); 2022 (Fabian Weiss)
- Campionati tedeschi: 1

In linea: 2024 (Marco Brenner)

## Organico 2025
Aggiornato al 1° gennaio 2025.

### Staff tecnico
|  | Naz.                  | Ruolo | Sportivo            |  |  |  |
|  | --------------------- | ----- | ------------------- |  |  |  |
|  | Svizzera (bandiera)   | GM    | Raphael Meyer       |  |  |  |
|  | Portogallo (bandiera) | DS    | Ricardo Scheidecker |  |  |  |
|  | Francia (bandiera)    | DS    | Sylvain Blanquefort |  |  |  |
|  | Italia (bandiera)     | DS    | Claudio Cozzi       |  |  |  |
|  | Germania (bandiera)   | DS    | Sebastian Deckert   |  |  |  |
|  | Svizzera (bandiera)   | DS    | Daniel Hirs         |  |  |  |
|  | Francia (bandiera)    | DS    | Morgan Lamoisson    |  |  |  |
|  | Belgio (bandiera)     | DS    | Bart Leysen         |  |  |  |
|  | Portogallo (bandiera) | DS    | Bruno Pires         |  |  |  |
|  | Germania (bandiera)   | DS    | Marcel Sieberg      |  |  |  |
|  | Italia (bandiera)     | DS    | Matteo Tosatto      |  |  |  |
|  | Francia (bandiera)    | DS    | Boris Zimine        |  |  |  |

### Rosa
|  | Naz.                   |  | Sportivo                 | Anno |  |  |
|  | ---------------------- |  | ------------------------ | ---- |  |  |
|  | Francia (bandiera)     |  | Julian Alaphilippe       | 1992 |  |  |
|  | Germania (bandiera)    |  | Marco Brenner            | 2002 |  |  |
|  | Danimarca (bandiera)   |  | Sebastian Kolze Changizi | 2000 |  |  |
|  | Francia (bandiera)     |  | Aloïs Charrin            | 2000 |  |  |
|  | Italia (bandiera)      |  | Alberto Dainese          | 1998 |  |  |
|  | Svezia (bandiera)      |  | Jacob Eriksson           | 1999 |  |  |
|  | Svezia (bandiera)      |  | Lucas Eriksson           | 1996 |  |  |
|  | Svizzera (bandiera)    |  | Robin Froidevaux         | 1998 |  |  |
|  | Austria (bandiera)     |  | Marco Haller             | 1991 |  |  |
|  | Germania (bandiera)    |  | Miká Heming              | 2000 |  |  |
|  | Svizzera (bandiera)    |  | Marc Hirschi             | 1998 |  |  |
|  | Svizzera (bandiera)    |  | Fabian Lienhard          | 1993 |  |  |
|  | Rep. Ceca (bandiera)   |  | Petr Kelemen             | 2000 |  |  |
|  | Paesi Bassi (bandiera) |  | Arvid de Kleijn          | 1993 |  |  |
|  | Lussemburgo (bandiera) |  | Arthur Kluckers          | 2000 |  |  |
|  | Germania (bandiera)    |  | Alexander Krieger        | 1991 |  |  |
|  | Germania (bandiera)    |  | Marius Mayrhofer         | 2000 |  |  |
|  | Lituania (bandiera)    |  | Aivaras Mikutis          | 2002 |  |  |
|  | Paesi Bassi (bandiera) |  | Rick Pluimers            | 2000 |  |  |
|  | Francia (bandiera)     |  | Mathys Rondel            | 2003 |  |  |
|  | Australia (bandiera)   |  | Michael Storer           | 1997 |  |  |
|  | Germania (bandiera)    |  | Florian Stork            | 1997 |  |  |
|  | Svizzera (bandiera)    |  | Joël Suter               | 1998 |  |  |
|  | Svizzera (bandiera)    |  | Roland Thalmann          | 1993 |  |  |
|  | Italia (bandiera)      |  | Matteo Trentin           | 1989 |  |  |
|  | Svizzera (bandiera)    |  | Yannis Voisard           | 1998 |  |  |
|  | Stati Uniti (bandiera) |  | Lawrence Warbasse        | 1990 |  |  |
|  | Svizzera (bandiera)    |  | Fabian Weiss             | 2002 |  |  |
|  | Germania (bandiera)    |  | Hannes Wilksch           | 2001 |  |  |
|  | Lussemburgo (bandiera) |  | Luc Wirtgen              | 1998 |  |  |
|  | Paesi Bassi (bandiera) |  | Maikel Zijlaard          | 1999 |  |  |